# Marie (film)
Marie (v anglickém originále Marie) je americký dramatický film z roku 1985. Režisérem filmu je Roger Donaldson. Hlavní role ve filmu ztvárnili Sissy Spacek, Jeff Daniels, Morgan Freeman, Keith Szarabajka a Fred Dalton Thompson.

## Obsazení
| Sissy Spacek         | Marie             |
| Jeff Daniels         | Eddie Sisk        |
| Morgan Freeman       | Charles Traughber |
| Keith Szarabajka     | Kevin McCormack   |
| Fred Dalton Thompson | sebe              |
| Lisa Banes           | Toni Greer        |
| Trey Wilson          | agent FBI         |
| John Cullum          | generál           |